# プトナ修道院

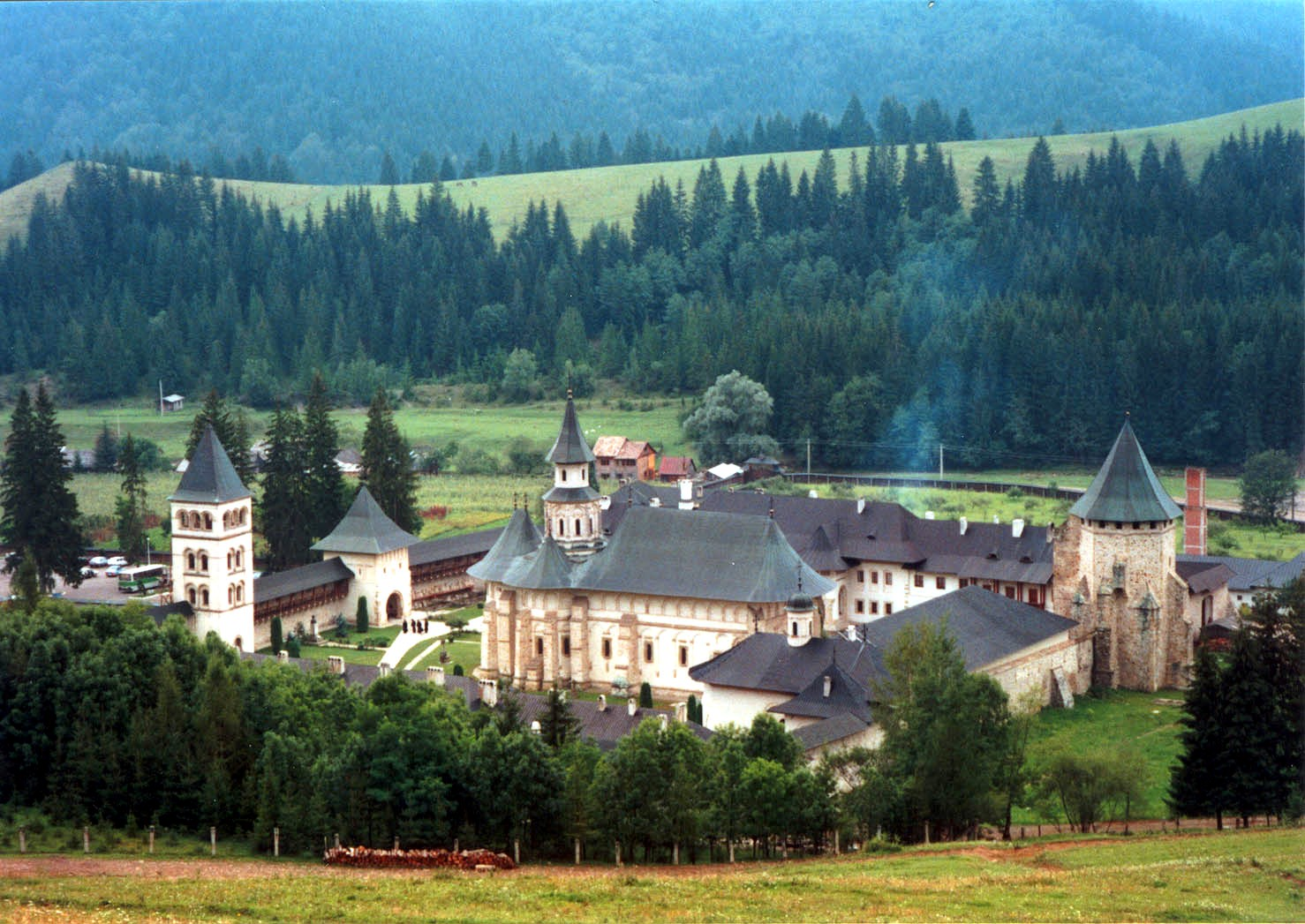
プトナ修道院の全景

プトナ修道院（ルーマニア語: Mănăstirea Putna）は、ルーマニア正教会の修道院であり、中世モルダヴィアの重要な文化・宗教・藝術の中心である。多くの他の建造物とともに修道院はシュテファン大公によって献堂された。プトナはプトナ川（水源はブコヴィナのオブチナ・マレ山）に取り囲まれた土地に建設された。シュテファン大公はモルダヴィア全土にかなりの数の教会と修道院を建設し支配した事で有名である（重要な軍事的勝利のたびに宗教的大建築物を建てていったとも伝えられる）。プトナ修道院の建物にはシュテファンおよび何人かのシュテファンの家族の墓所（現在は巡礼者のための施設となっている）がある。イコンの覆いと墓石はシュテファン大公の時代のモルダヴィア芸術の素晴らしい作品例として所蔵されている。

## 歴史
シュテファン大公がトゥルチャのキリアの砦を征服した戦闘の勝利後、1466年7月10日、シュテファンは神への感謝を示すための修道院に係る仕事を始めた。この教会は生神女マリヤに捧げられることになった。修道院が建設されている土地は、かつて要塞があった場所であろうと信じられている。シュテファン大公はヴィコヴ・デ・スス村を200ズロトで買ったこと、そしてその土地とそこからの収入を修道院の財産としたと、当時の年代記は伝えている。
プトナは3年間かけて完成されたが、他の戦争にモルダヴィアが関っていたため、成聖されたのはさらに4年を経てからのことだった。1470年9月3日、シュテファン大公とその家族が成聖式に参列している中で、修道院は成聖され、同時にこの地域で最も重要な宗教施設となった。

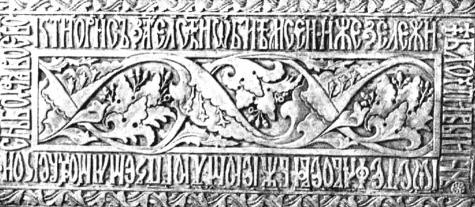
シュテファン大公の墓石

現在の教会は実質的に、1653年から1662年の間にヴァシレ・ルプとその後継者によって建てられた。建造物の平面計画は15世紀・16世紀の典型的なモルダヴィアの教会のものに従っているが、建築上・装飾上の特徴は17世紀の建築に顕著にみられるものである。
長い間、この施設はセオドロスという名のギリシャ人建築家によって設計されたと信じられて来たが、キリアの年代記に由るこの解釈は現在では誤っている事が証明されている。

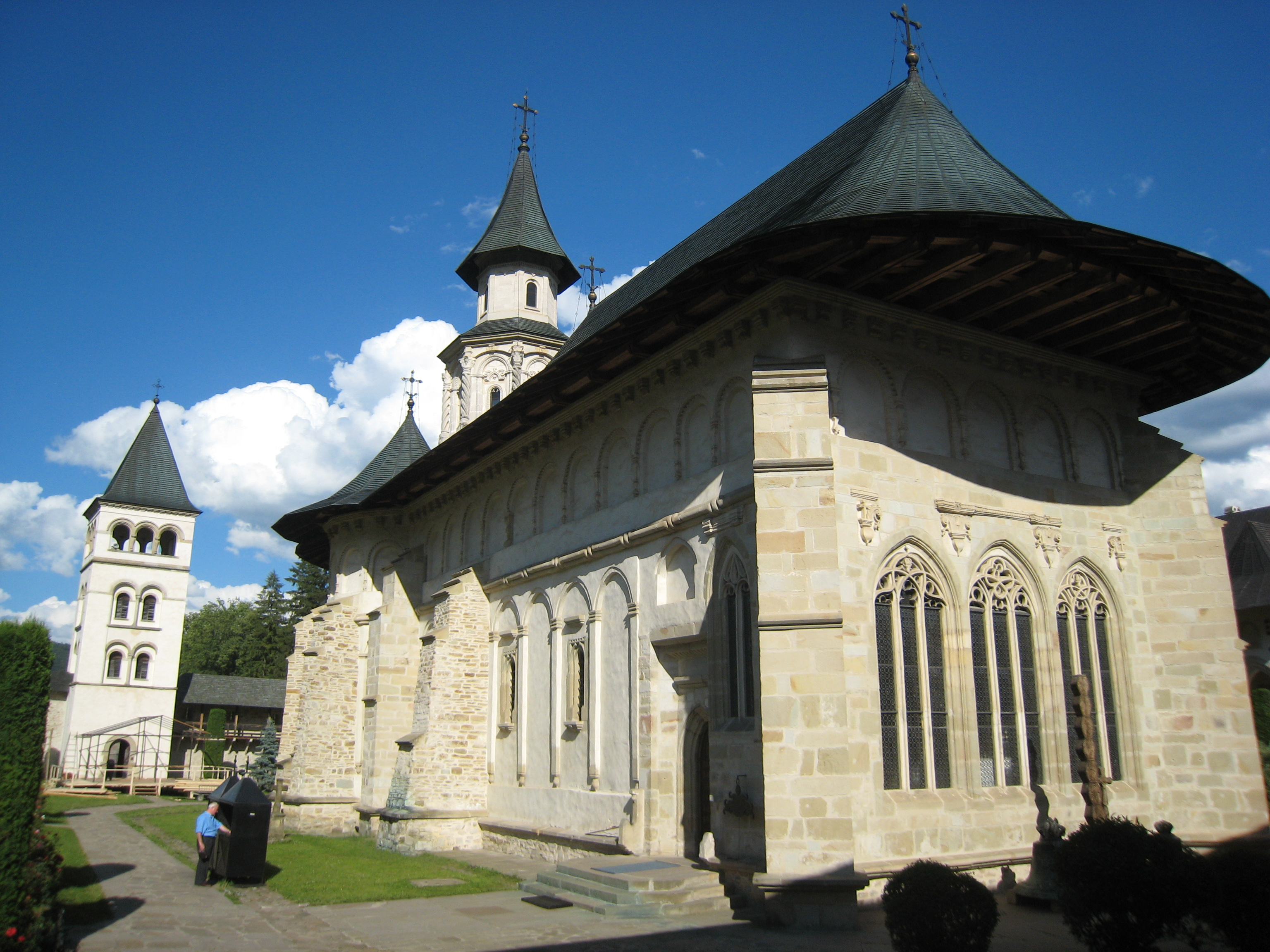
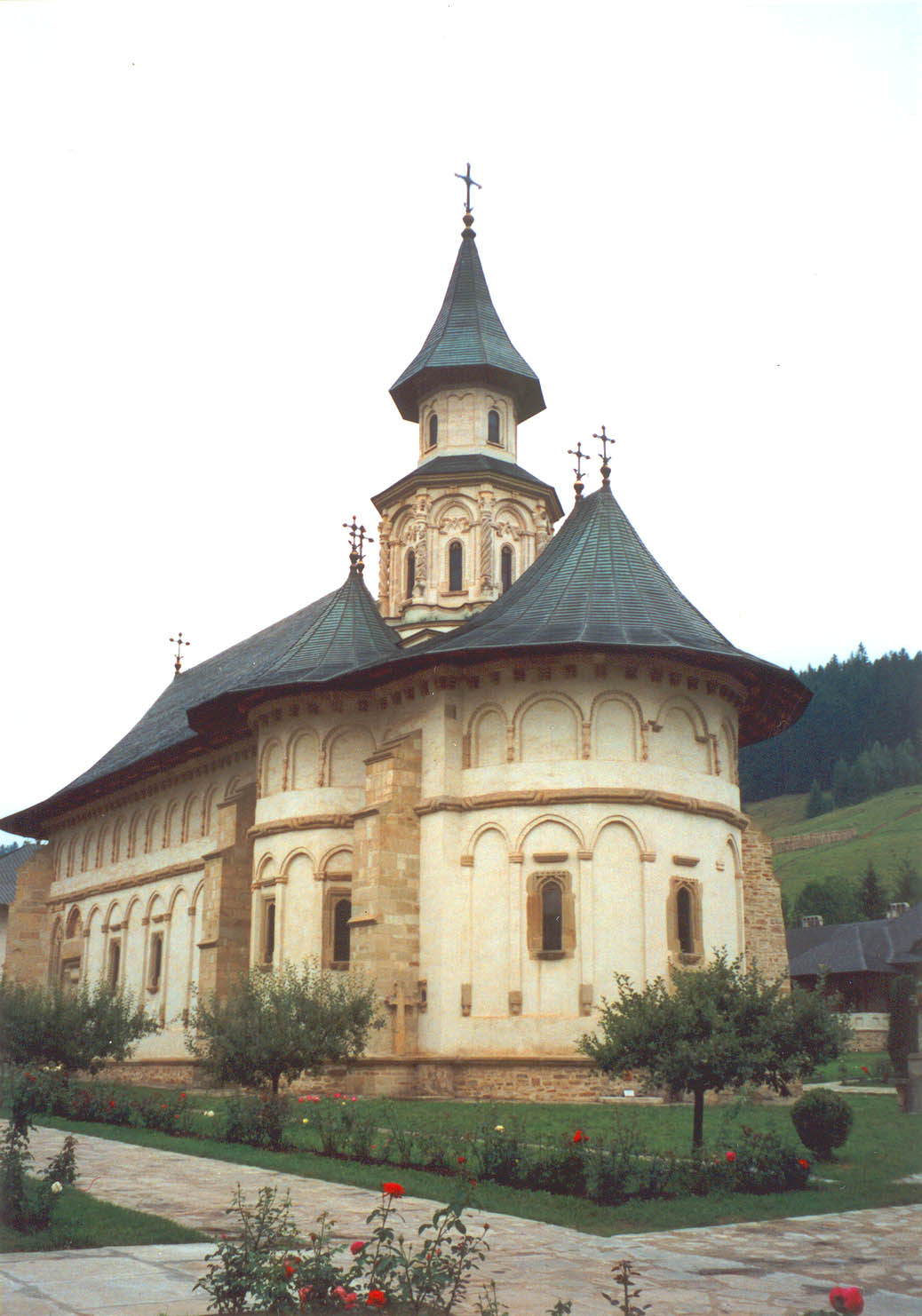
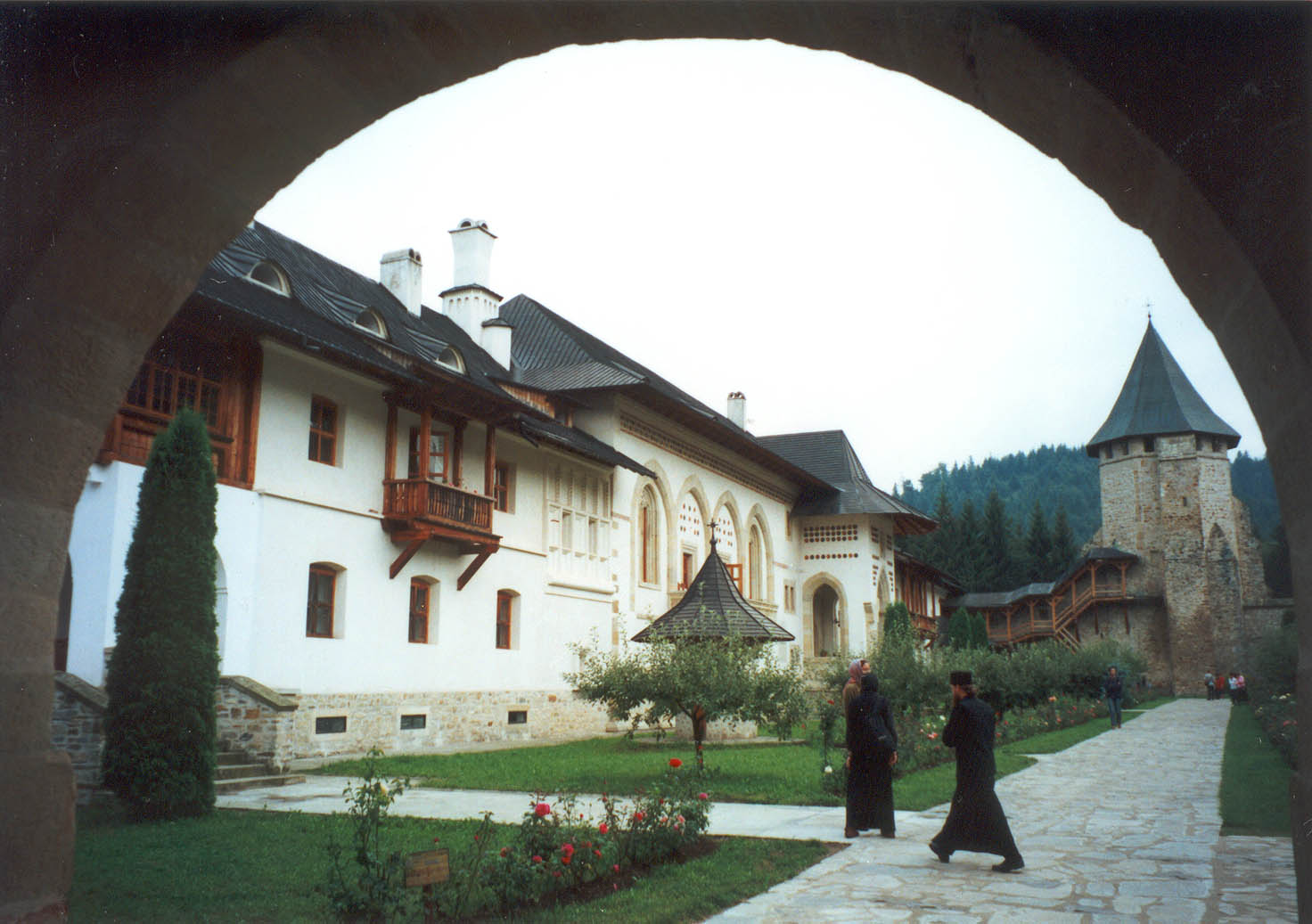